# Ribari (Chorwacja)
Ribari – wieś w Chorwacji, w żupanii karlowackiej, w mieście Karlovac. W 2011 roku liczyła 108 mieszkańców.